# Édouard Cissé
Édouard Souleymane Leopold Cissé (* 30. März 1978 in Pau, Frankreich) ist ein ehemaliger französisch-senegalesischer Fußballspieler.

## Karriere
Cissé spielte in der Jugend von 1986 bis 1994 bei AS Billère, ehe er zum Fußballclub Pau wechselte, wo er 1996 seine Profikarriere startete und 3 Spiele für den Verein absolvierte. Doch schon im folgenden Jahr unterzeichnete er beim französischen Hauptstadtklub Paris Saint-Germain, bei dem er bis 2007 unter Vertrag stand. Am 5. Oktober 1997 bestritt er, gegen den FC Nantes, sein erstes Ligue-1-Spiel. Während der folgenden Jahre wurde er jedoch mehrfach an andere Vereine ausgeliehen. So spielte er in der Saison 1998/1999 für Stade Rennes, lief 2002/03 in England für West Ham United auf und trug in der darauffolgenden Spielzeit das Trikot des AS Monaco. Mit den Monegassen erreichte er das UEFA-Champions-League-Finale sowie den 3. Platz in der Ligue 1.
Nach zehn Jahren Vertrag in Paris entschied sich der Verein, ihn im Sommer 2007 zu verkaufen.
Zur Saison 2007/08 wechselte Cissé zu Beşiktaş Istanbul. Er unterschrieb dort für drei Jahre. Sein erstes Spiel bestritt er am 11. August 2007 gegen Konyaspor, wo er in der 81. Minute für Koray Avcı eingewechselt wurde. Sein erstes Tor gelang ihm am 5. Januar 2008 im Pokalspiel gegen Diyarbakir Büyüksehir Belediyesi Diski Spor.

## Erfolge

### Paris SG
- Französischer Vizemeister: 2000
- Französischer Pokalsieger: 2006
- Französischer Ligapokalsieger: 1998
- Supercupgewinner: 2004
- Sieger der UEFA Intertoto Cup: 2001

### AS Monaco
- Champions-League-Finalist: 2004

### Beşiktaş Istanbul
- Türkischer Meister: 2009
- Türkischer Pokalsieger: 2009

### Olympique Marseille
- Französischer Meister: 2010
- Französischer Vizemeister: 2011
- Französischer Ligapokalsieger: 2011
- Supercupgewinner: 2010